# Nyamwezi (peuple)
Pour les articles homonymes, voir Nyamwesi.
Les Nyamwezi sont un peuple d'Afrique australe, l'un des principaux groupes ethniques de la Tanzanie.

## Géographie
Ils vivent dans la zone nord-ouest du pays, entre le lac Victoria et le lac Rukwa, pays de hauts plateaux (1300m) au sol pauvre où la culture repose essentiellement sur le sorgho et les haricots et l'élevage de bovins et de caprins. 
Les Nyamwézi ont des liens culturels étroits avec le peuple Sukuma.

## Ethnonymie
Selon les sources et le contexte, on observe plusieurs autres formes : Banyamwezi, Niamwezi, Nyamuezi, Nyamwese, Nyamwezis, Ouanyamouezi, Wanyamwezi. 
Le mot nyamwézi est d'origine swahili, et se traduit par « le peuple de la Lune ». Ce nom a été donné par les habitants de la côte pour indiquer que les Nyamwézi venaient de l'ouest (où la Lune se couche).

## Langue
Ils parlent le nyamwezi, une langue bantoue.

## Culture

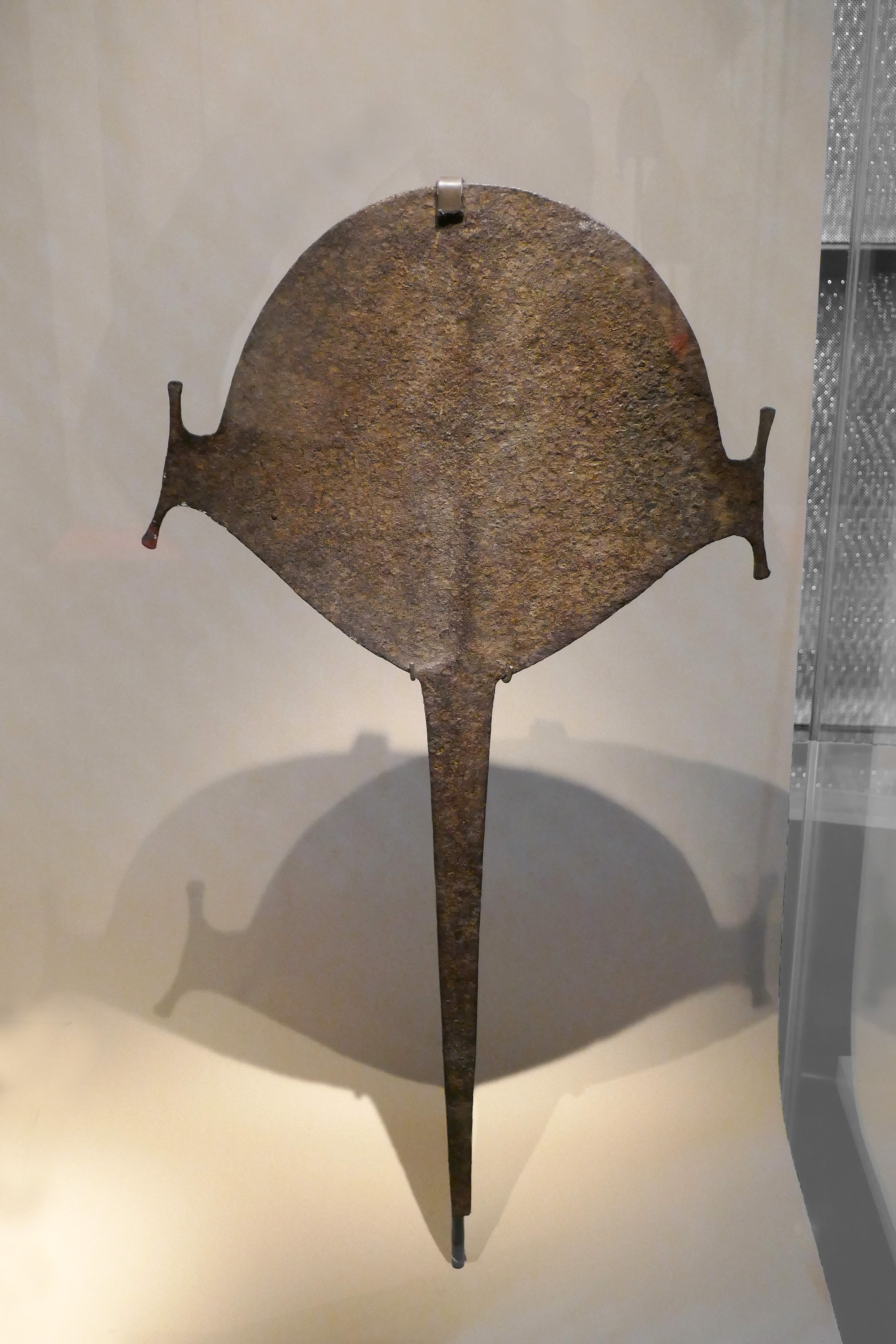
Monnaie en forme de lame de houe.
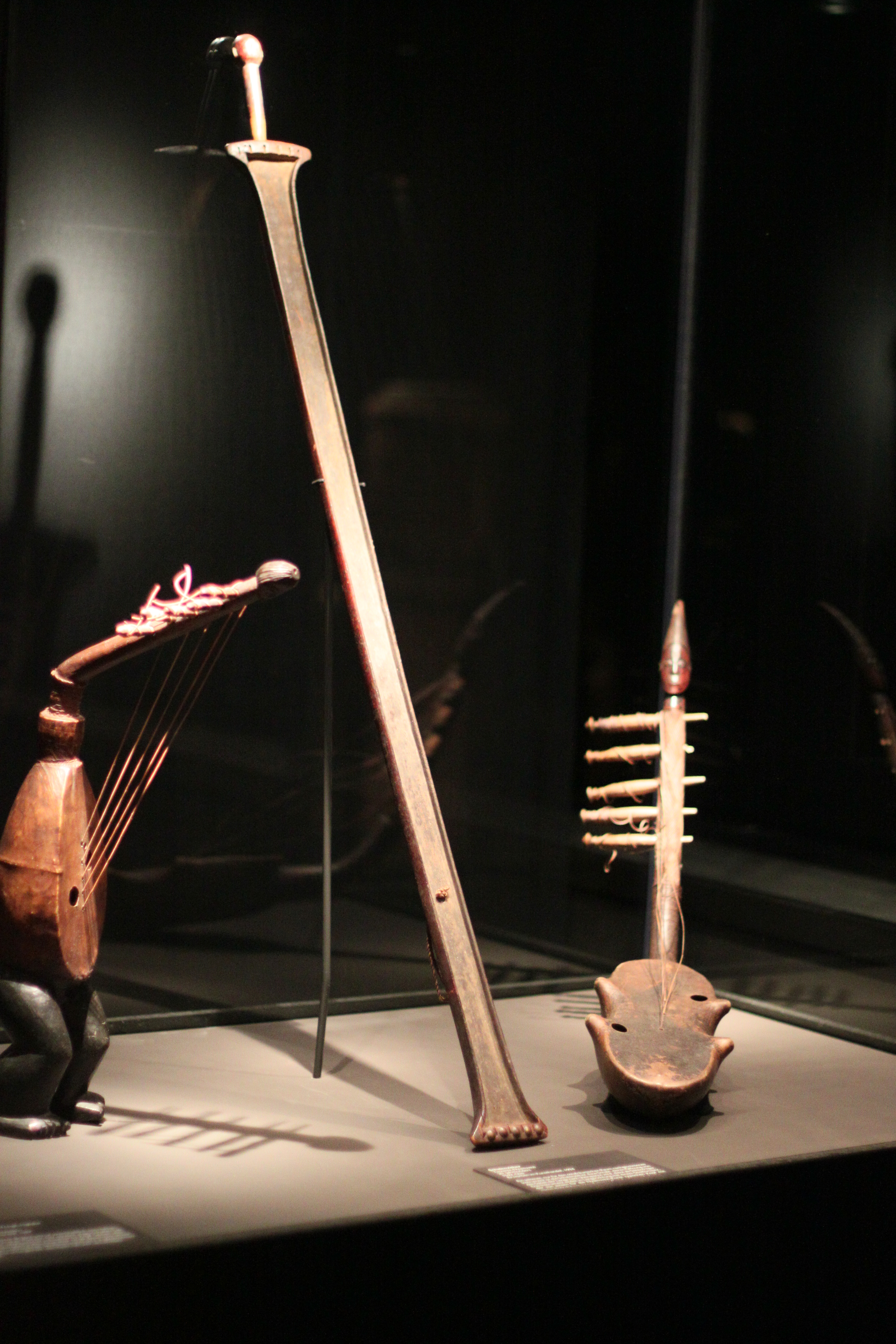
Instruments de musique.